# Saw - The Ride
Saw - The Ride est le nom d'un parcours de montagnes russes de type Euro-Fighter, construit par Gerstlauer pour le parc d'attractions anglais Thorpe Park en 2009. Il a pour thème la série de films d'horreur Saw.

## Historique
Dès 2006, des spéculations se font sur la prochaine montagne russe à ouvrir au sein du parc. Une montagnes russes en bois est un temps envisagée, qui serait insérée dans la zone thématique Canada Creek et aura interagit avec Loggers Leap. Mais le projet est considéré comme daté et trop onéreux.
C'est alors qu'est envisagé un modèle hybride entre une montagne russe et parcours scénique. Thorpe Park porte son choix sur le récent modèle euro-fighter du constructeur Gerstlauer.
Les travaux débutent en 2007, dans les bois situés derrière Loggers Leap. Pendant sa construction, le nom de code du projet fut Project Dylan (Dylan étant le nom du directeur du projet). Les premiers concept arts dévoilent une montagne russe ayant un thème horrifique mais en lien avec la zone Canada Creek, du fait d'un bâtiment ayant l'aspect d'une scierie abandonnée.
Le vrai nom et les détails sur l'attraction furent annoncés le 13 octobre 2008, notamment la thématisation en partenariat avec Lionsgate, autour de la saga de films d'horreur Saw. Le parc communique alors sur le fait qu'il s'agira de la première montagne russe thématisée sur un film d'horreur. La zone est alors renommée Old Town.
L'inauguration de l'attraction au public eu lieu le 14 mars 2009 bien que quelques privilégiés détenteurs de pass et gagnants d'un concours eurent la chance de l'essayer la veille. Cette attraction est déconseillée aux moins de 12 ans, même si les films sont quant à eux déconseillés aux moins de 16, voire 18 ans.

## Description du parcours
La file d'attente, qui démarre à l'extérieur du bâtiment, est formée grâce à de hautes barrières en métal et surmontées de fil de fer barbelés, comme si on s'introduisait dans une zone protégée désaffectée. À travers ces barrières sont exposées quelques machines de torture inspirées par les films Saw, certains étant d'authentiques accessoires utilisés lors du tournage des films. Une voiture de police abandonnée pouvait également être observé, suggérant que des policiers ont pénétré dans l'entrepôt juste avant les visiteurs. Elle a été déplacée devant l'entrée de l'attraction.
Les premières années, le file d'attente extérieur comprenait également des acteurs qui effrayaient les visiteurs. Ils ont fini par être retirés, même s'ils ont pu revenir à l'occasion de certains événements spéciaux.
Une fois entrée dans le bâtiment de la gare qui ressemble à un entrepôt abandonné, la file passe à proximité de faux cadavres ou morceaux de corps suspendus au plafond. Il est également possible d'observer d'autres pièges issus de la saga, ainsi que pour la première fois la marionnette Billy : cette dernière adresse également un premier message aux visiteurs à travers un écran.
Arrivés à la gare, les passagers prennent place dans le train de huit places. Le tour commence par une partie intérieure où l'on peut apercevoir la marionnette Billy sur son tricycle. Deux trains étant lancés en même temps, le premier traverse cette scène sans s'arrêter, tandis que le second s'y arrête, entendant Billy s'adresser à eux et rire. Le train passe ensuite près de deux lames qui se balancent ; le train effectue alors sa première chute évitant le danger. La suite du parcours assez sombre contient des jets d'air sous pression, simulant des seringues qui seraient lancées sur les voyageurs, avant d'enchainer une vrille mettant la tête des passagers à l'envers pour la première fois. À ce moment, un corps inanimé est visible, nageant dans une mare de sang. Celui-ci éclabousse les voyageurs, simulant un jet de sang. Le train sort alors du bâtiment et entame la remontée à chaine de plus de 30 mètres de haut, en position verticale, juste après avoir passé un décompte atteignant zéro, ainsi qu'une vidéo de Billy. Celui-ci énonce la fameuse phrase de Jigsaw "Game over" (la partie est terminée) avant de rire.
Le train entame ensuite la descente à 100° d'inclinaison. Un headchoopper sous la forme de disques tranchants et tournants se trouve en bas. Passe ensuite un Immelmann loop suivi d'une descente d'un looping plongeant. Le tour prend alors fin en retournant à la gare.

## Réception
La montagne russe a connu des premières semaines difficiles, notamment de nombreuses pannes et interruptions.
Au moment de l'ouverture, des critiques se font entendre contre le fait de thématiser une attraction autour d'une série de films basée sur la torture. La réception par le public est plus globalement mitigée. Si la thématisation est appréciée, la montagne russe est considérée comme trop courte et inconfortable. Son caractère inconfortable s'étant renforcé avec les années.

## Records
Saw - The Ride était annoncée comme ayant la chute non contrôlée par des freins la plus abrupte et comme la première montagne russe thématisée sur un film d'horreur. La précision de "non controlée par des freins" permettait de bien confier ce record à cette attraction et non à Steel Hawg située à Indiana Beach, ouverte un an avant, et possédant une chute à 111°, mais avec des freins. Ce record a cependant été battu en 2016 par The Monster (Adventureland).

## Autour de l'attraction
Si les acteurs ont été retiré de la file d'attente quelques années après l'ouverture, 2010 voit non loin de la montagne russe l'inauguration d'une maison hantée permanente sur le thème de la saga Saw. Elle prend place sur un bateau présent sur le parc depuis 1995. Le mauvais état du bateau et notamment son incapacité à supporter un poids trop lourd entraine la fermeture de la maison hantée en 2018, avant qu'elle ne soit définitivement supprimée en 2022.
Les soirées d'Halloween, Fright Nights, comporteront également à partir de 2009 des références aux sagas horrifiques du studio Lionsgate.
En 2018, la montagne russe X:/No way out est rethématisée autour de la série The Walking Dead, poursuivant le choix de Thorpe Park de thématiser ses attractions sur des licences d'horreur.

## Galerie

Plan de l'attraction.
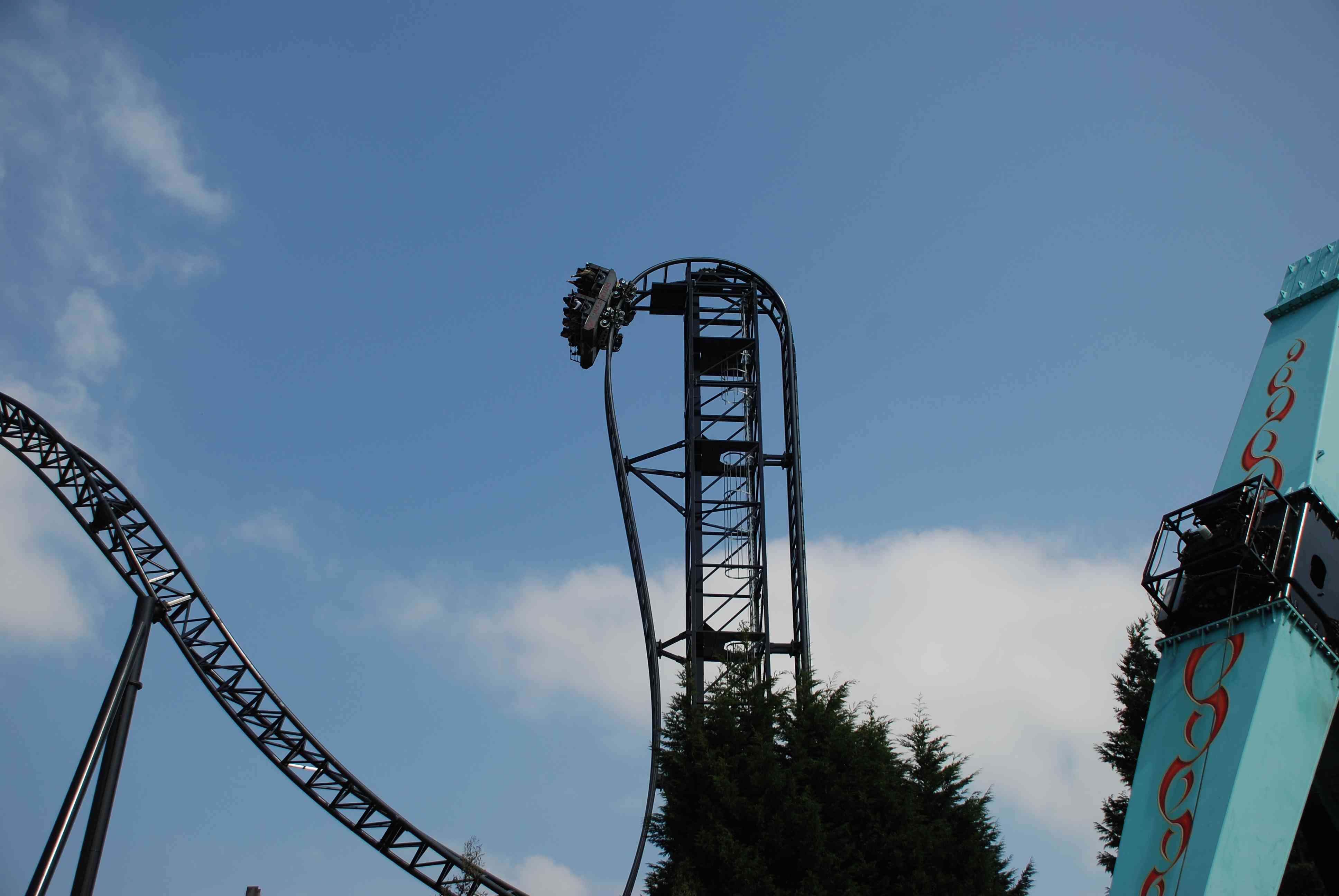
Point culminant de l'attraction.
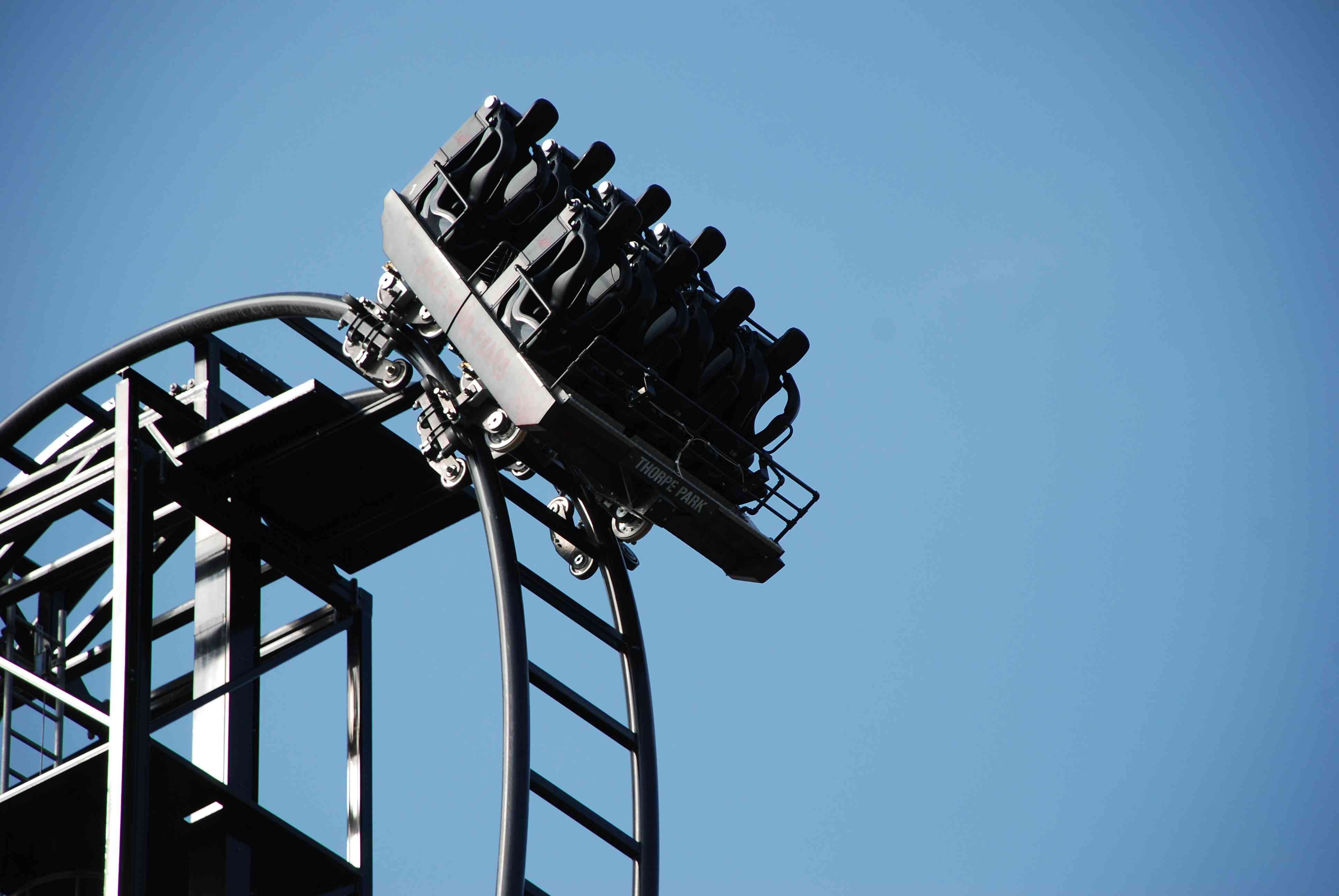
Wagon entamant la chute.
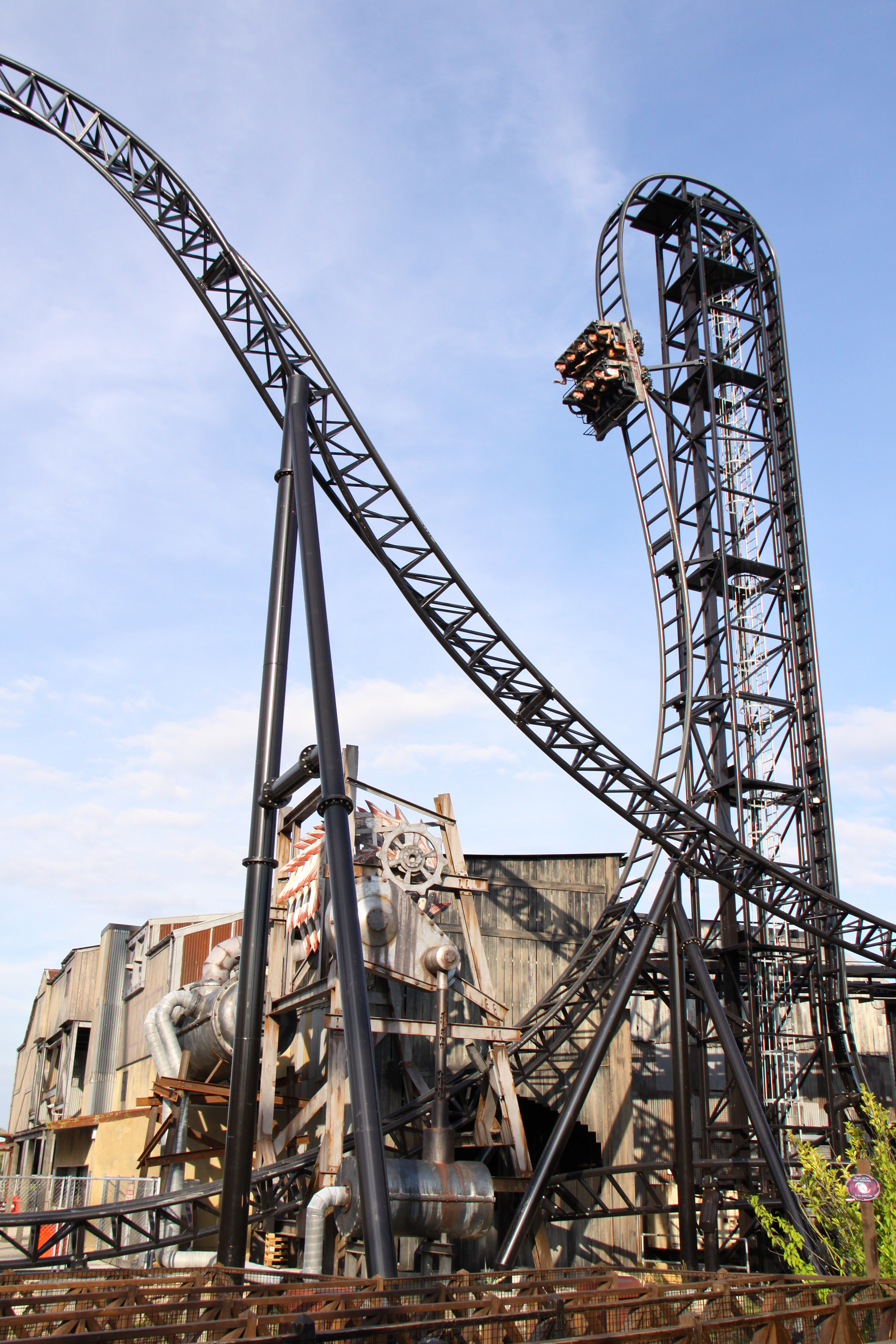
Descente à 100°.
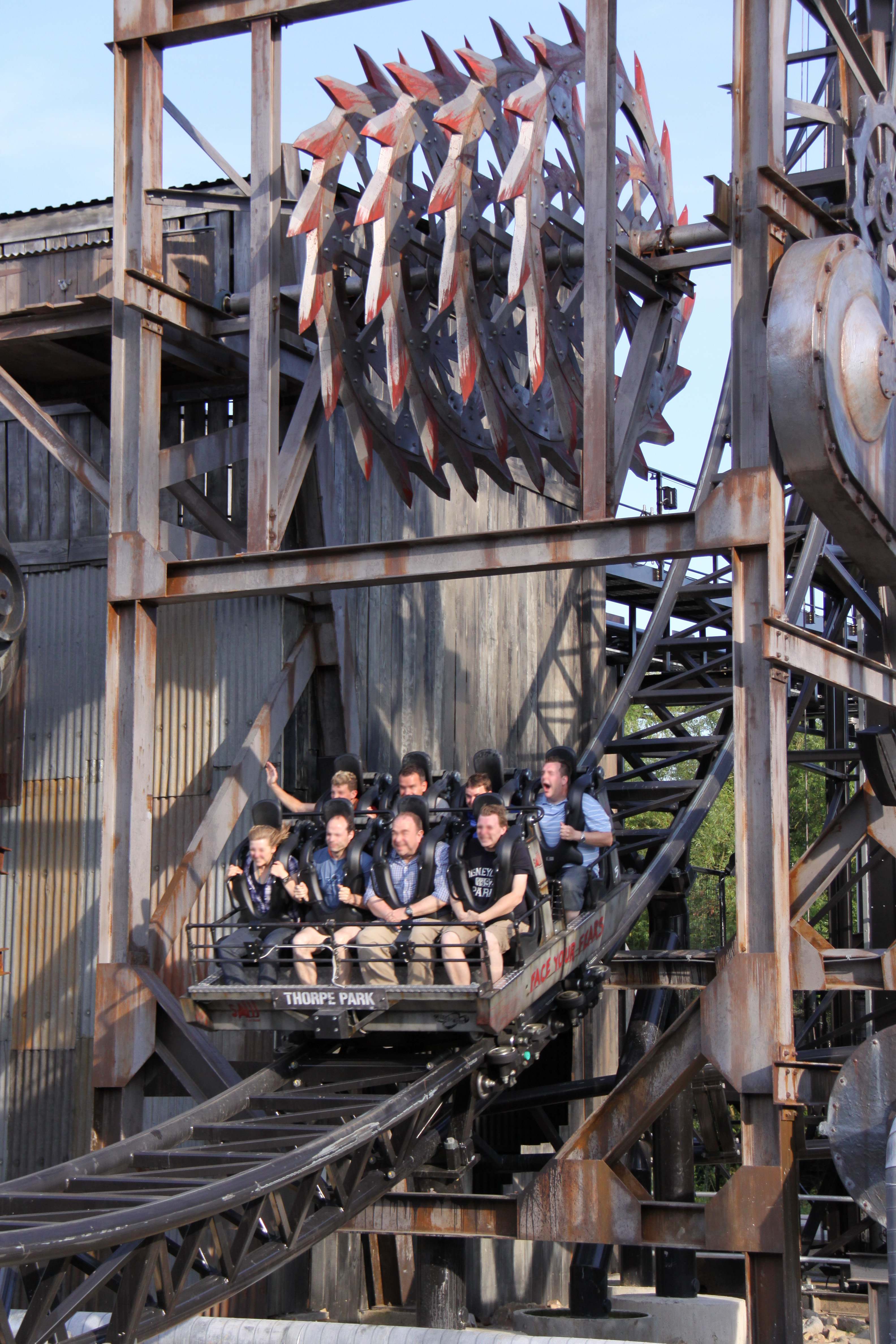
Headchoopper à la sortie de cette descente.
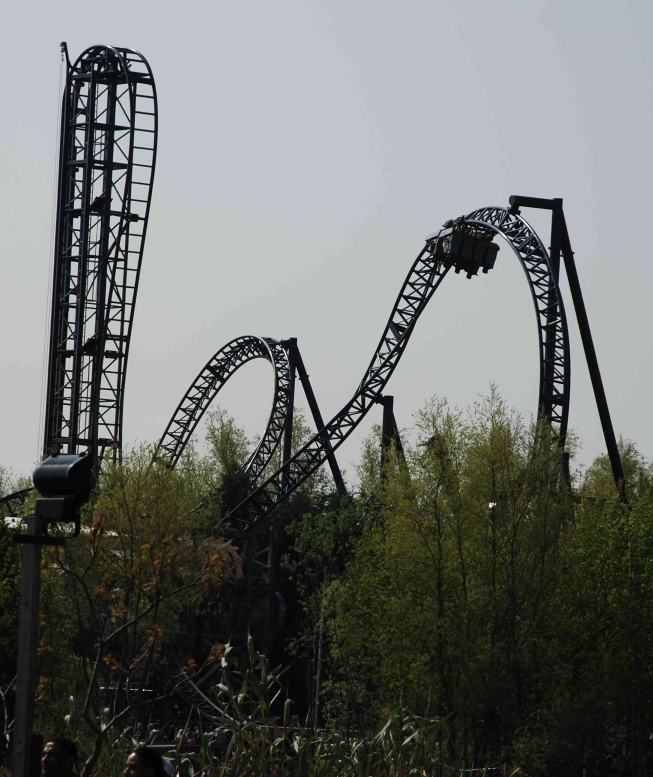
Wagon à la sortie de l'Immelmann loop.